# Chance no junban
Chance no junban (チャンスの順番?) è un brano musicale del gruppo di idol giapponesi AKB48, pubblicato come loro diciannovesimo singolo l'8 dicembre 2010. Il singolo è stato in grado di vendere 471 242 copie al primo giorno di pubblicazione, arrivando alla vetta della classifica Oricon, ed altri 54.780 il secondo giorno. Chance no junban è il sesto singolo consecutivo delle AKB48 ad arrivare alla vetta della classifica, venendo certificato alla fine triplo disco di platino dalla RIAJ.

## Tracce
CD "Tipo A"
1. Chance no junban (チャンスの順番) - 4:19
2. Yoyaku shita Christmas (予約したクリスマス) - 4:13
3. Kurumi to dialogue (胡桃とダイアローグ) - 3:20
4. Chance no junban (Off Vocal Ver.) - 4:19
5. Yoyaku shita Christmas (Off Vocal Ver.) - 4:13
6. Kurumi to dialogue (Off Vocal Ver.) - 3:20

CD "Tipo B"
1. Chance no junban - 4:19
2. Yoyaku shita Christmas - 4:13
3. Love Jump (ラブ・ジャンプ) - 3:20
4. Chance no junban (Off Vocal Ver.) - 4:19
5. Yoyaku shita Christmas (Off Vocal Ver.) - 4:13
6. Love Jump (Off Vocal Ver.) - 3:20

CD "Tipo Theater"
1. Chance no junban - 4:19
2. Yoyaku shita Christmas - 4:13
3. Fruit Snow (フルーツ・スノウ) - 3:48
4. Chance no junban (Off Vocal Ver.) - 4:19
5. Yoyaku shita Christmas (Off Vocal Ver.) - 4:13
6. Fruit Snow (Off Vocal Ver.) - 3:48

## Classifiche
| Classifica (2010) | Posizione più alta |
| ----------------- | ------------------ |
| Giappone          | 1                  |